# Украинка (Симферополь)
Укра́инка (укр. Українка, крымскотат. Ukrainka, Украинка) — село, вошедшее в состав Симферополя, располагавшееся на западе, на склоне Внешней гряды Крымских гор. Сейчас — район частной застройки на западной окраине города.

## История
Впервые в исторических документах селение встречается на карте Крымского Статистического Управления 1922 года. Согласно Списку населённых пунктов Крымской АССР по Всесоюзной переписи 17 декабря 1926 года, в селе Украинка, Бахчи-Элинского сельсовета Симферопольского района, числилось 108 дворов, из них 27 крестьянских, население составляло 372 человека, из них 352 русских, 8 немцев, 7 украинцев, 2 белоруса, 1 еврей, 2 записаны в графе «прочие». Последний раз название встречается на километровке Генштаба РККА 1941 года. Время упразднения села и включения в состав Симферополя пока не установлено.